# 湖北武备学堂
湖北武备学堂，位于湖北省武昌，由张之洞于光绪二十二年（1896年）创建。聘请德国军官按照德国制式训练学生。出西方现代军事科学课程之外，张之洞还强调学习四书五经等国学课程。1902年武备学堂与将弁学堂合并改为“武高等学堂”。毕业生中有孙武、陈宧、钮永建、杨揆一。